# Lúčka (Sabinov)
Lúčka (bis 1927 slowakisch auch „Lúčky“; ungarisch Fazekasrét – bis 1907 Harcsárlucska) ist eine Gemeinde im Osten der Slowakei mit 679 Einwohnern (Stand 31. Dezember 2024). Sie gehört zum Okres Sabinov, einem Kreis des Prešovský kraj, sowie zur traditionellen Landschaft Šariš.

## Geographie

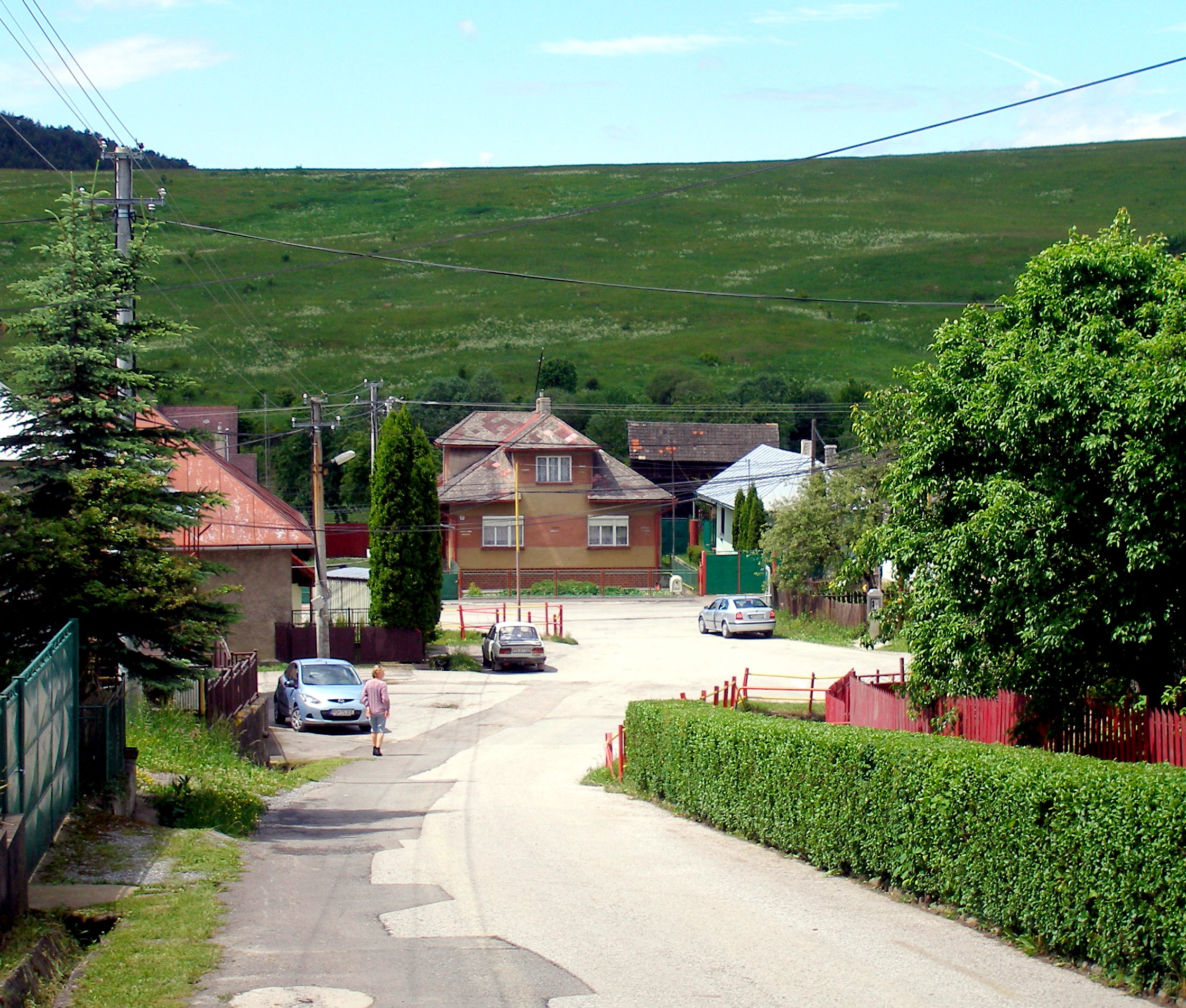
Lúčka

Die Gemeinde befindet sich am südwestlichen Hang des Čergov-Gebirges im Tal des Baches Lúčanka (örtlich auch Blatný potok genannt) im Einzugsgebiet der Torysa. Das Ortszentrum liegt auf einer Höhe von 510 m n.m. und ist fünf Kilometer von Lipany sowie 16 Kilometer von Sabinov entfernt.
Nachbargemeinden sind Kamenica im Westen und Norden, Milpoš im Osten und Lipany im Süden.

## Geschichte

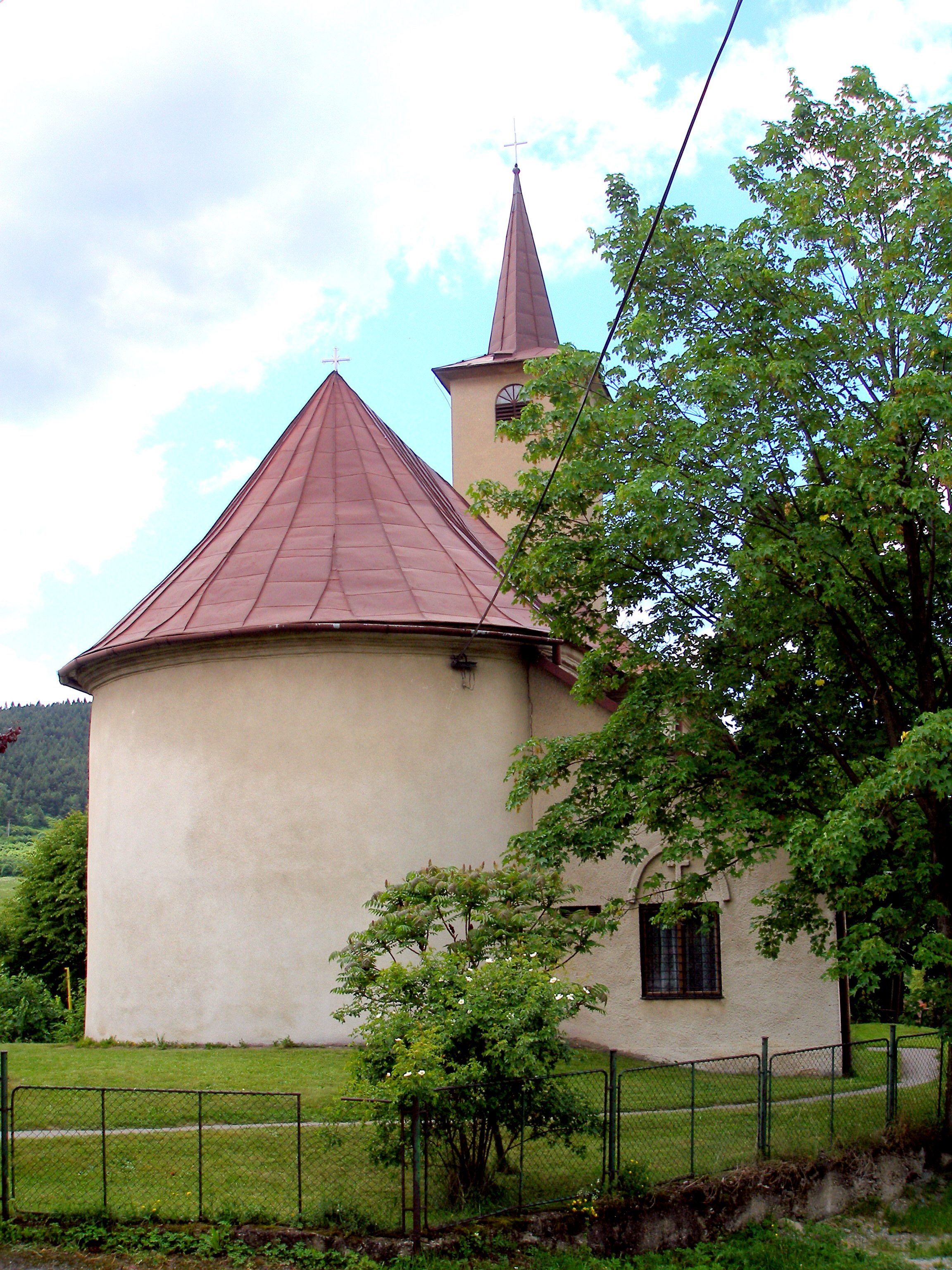
Kirche

Der Ort entstand im frühen 14. Jahrhundert und wurde zum ersten Mal 1323 als Luchka schriftlich erwähnt und war anfangs im Besitz des Geschlechts Tekule, ehe er 1345 zum Herrschaftsgebiet der Burg Kamenica kam. 1427 wurden 40 Porta verzeichnet, somit handelte es sich nach damaligem Maßstab um ein großes Dorf. Bis 1558 war Lúčka im Besitz des Geschlechts Tarczay, zwischen 1558 und 1575 des Geschlechts Dessewffy und von 1575 bis zum 20. Jahrhundert der Familie Tahy. In den unruhigen Zeiten des 16. und insbesondere 17. Jahrhunderts wurde Lúčka mehrmals in Mitleidenschaft gezogen und es existierten im 17. Jahrhundert nur noch zehn bewohnte Häuser. 1787 hatte die Ortschaft 34 Häuser und 251 Einwohner, 1828 zählte man 32 Häuser und 248 Einwohner, die als Landwirte, Getreidehändler und Zimmerleute beschäftigt waren.
Bis 1918 gehörte der im Komitat Sáros liegende Ort zum Königreich Ungarn und kam danach zur Tschechoslowakei beziehungsweise heute Slowakei. Neben den traditionellen Haupteinnahmequellen arbeiteten die Einwohner auch in Industriebetrieben in Lipany, Sabinov und Prešov. 1956 wurde der vormals selbständige Ort Potoky eingemeindet.

## Bevölkerung
| Jahr                | 1994 | 2004    | 2014    | 2024    |
| ------------------- | ---- | ------- | ------- | ------- |
| Anzahl der Personen | 667  | 679     | 685     | 679     |
| Unterschied         |      | +1,79 % | +0,88 % | −0,87 % |

| Jahr                | 2023 | 2024    |
| ------------------- | ---- | ------- |
| Anzahl der Personen | 681  | 679     |
| Unterschied         |      | −0,29 % |

Nach der Volkszählung 2011 wohnten in Lúčka 689 Einwohner, davon 684 Slowaken sowie jeweils ein Rom, Russine und Tscheche. Zwei Einwohner machten keine Angabe zur Ethnie.
659 Einwohner bekannten sich zur römisch-katholischen Kirche, 16 Einwohner zur griechisch-katholischen Kirche und ein Einwohner zur orthodoxen Kirche. Bei 13 Einwohnern wurde die Konfession nicht ermittelt.

## Baudenkmäler
- römisch-katholische Dreifaltigkeitskirche im klassizistischen Stil aus dem frühen 19. Jahrhundert
- moderne römisch-katholische Annakirche aus dem Jahr 1993